# Градински змиорки
Градинските змиорки (Heterocongrinae) са от подсемейство Heterochongrinae от семейство Congridae.

## Разпространение и местообитание
По-голямата част от градинските змиорки живеят в Индо-Тихия океан, но видове се срещат и в по-топлите части на Атлантическия океан (включително Карибите) и източния Тихи океан.
Тези малки змиорки живеят в дупки на морското дъно и са получили името си от практиката да показват главите си от дупките си, докато повечето от телата им остават скрити.

## Описание
Те се различават значително по цвят в зависимост от точния вид. Най-големият вид достига около 120 см дължина, но повечето видове не надвишават 60 см. Колониите на градинските змиорки могат да се разпространят до площ от един декар.

## Популярно название
Тъй като са склонни да живеят на групи, множеството глави на змиорки, „растящи“ от морското дъно, наподобяват растенията в градината.

## Видове
Въз основа на FishBase, съществуват около 10 вида градински змиорки от два рода:
- род Gorgasia
  - Gorgasia barnesi B. H. Robison & Lancraft, 1984
  - Gorgasia cotroneii (D'Ancona, 1928)
  - Galzin's garden eel, Gorgasia galzini Castle & Randall, 1999
  - Hawaiian garden eel, Gorgasia hawaiiensis Randall & Chess, 1980
  - Gorgasia inferomaculata (Blache, 1977)
  - Pacific spaghetti eel, Gorgasia japonica T. Abe, Miki & Asai, 1977
  - Klausewitz's garden eel, Gorgasia klausewitzi Quéro & Saldanha, 1995
  - Whitespotted garden eel, Gorgasia maculata Klausewitz & Eibl-Eibesfeldt, 1959
  - Freckled garden eel, Gorgasia naeocepaea (J. E. Böhlke, 1951)
  - Splendid garden eel, Gorgasia preclara J. E. Böhlke & Randall, 1981
  - Dotted garden eel, Gorgasia punctata Meek & Hildebrand, 1923
  - Gorgasia sillneri Klausewitz, 1962
  - Sharp-nose garden eel, Gorgasia taiwanensis K. T. Shao, 1990
  - Gorgasia thamani D. W. Greenfield & Niesz, 2004
- род Heteroconger
  - Heteroconger balteatus Castle & Randall, 1999
  - Heteroconger camelopardalis (Lubbock, 1980)
  - White-ring garden eel, Heteroconger canabus (G. I. McT. Cowan & Rosenblatt, 1974)
  - Heteroconger chapmani (Herre, 1923)
  - Cobra garden eel, Heteroconger cobra J. E. Böhlke & Randall, 1981
  - Heteroconger congroides (D'Ancona, 1928)
  - Pale green eel, Heteroconger digueti (Pellegrin, 1923)
  - Heteroconger enigmaticus Castle & Randall, 1999
  - Spotted garden eel, Heteroconger hassi (Klausewitz & Eibl-Eibesfeldt, 1959)
  - Galapagos garden eel, Heteroconger klausewitzi (Eibl-Eibesfeldt & Köster, 1983)
  - Masked garden eel, Heteroconger lentiginosus J. E. Böhlke & Randall, 1981
  - Brown garden eel, Heteroconger longissimus Günther, 1870
  - Yellow garden eel, Heteroconger luteolus D. G. Smith, 1989
  - Heteroconger mercyae G. R. Allen & Erdmann, 2009
  - Heteroconger obscurus (Klausewitz & Eibl-Eibesfeldt, 1959)
  - Mimic garden eel, Heteroconger pellegrini Castle, 1999
  - Heteroconger perissodon J. E. Böhlke & Randall, 1981
  - Heteroconger polyzona Bleeker, 1868
  - Heteroconger taylori Castle & Randall, 1995
  - Heteroconger tomberua Castle & Randall, 1999
  - Heteroconger tricia Castle & Randall, 1999

## Галерия
- Gorgasia taiwanensis
- Gorgasia preclara
- Gorgasia sillneri
- Heteroconger hassi
- Heteroconger longissimus
- Heteroconger luteolus
- Heteroconger hassi
- Heteroconger taylori
- Gorgasia barnesi